# 乐化站
乐化站位于中华人民共和国江西省南昌市新建区乐化镇，是京九铁路、南昌西环线和昌九城际线的一座火车站，等级为四等站，距北京西站1427公里，距常平站888公里，本站及相邻上下行区间均为电气化区段。车站建于1915年，现只办理货运，不办理客运业务。

## 历史

### 普速场
建于1915年，是南浔铁路沿线最初的9个车站之一。
2012年的官方报道将乐化站站场称为乐化普速场，在后续报道也有使用。

### 城际场
根据2007年昌九城际线开工时媒体提供的工程平面图，设乐化东站紧靠乐化站站场。
2009年《客运服务系统集成招标公告》确认城际乐化站不办理客运
2010年确认昌九城际线不会在乐化停靠，乐化东站实际上是按照线路所的性质建设，没有站房。
2010年9月20日昌九城际线启用，乐化东是沿线唯一不提供客运服务的车站。
2011年根据新闻报道确认称之为乐化城际场。